# Тупело (Арканзас)
Ту́пело (англ. Tupelo) — місто (англ. town) в США, в окрузі Джексон штату Арканзас. Населення — 70 осіб (2020).

## Географія
Тупело розташоване на висоті 66 метрів над рівнем моря за координатами 35°23′28″ пн. ш. 91°13′48″ зх. д. / 35.39111° пн. ш. 91.23000° зх. д. (35.390991, -91.229930). За даними Бюро перепису населення США в 2010 році місто мало площу 0,80 км², уся площа — суходіл.

## Демографія
Згідно з переписом 2010 року, у місті мешкало 180 осіб у 71 домогосподарстві у складі 42 родин. Густота населення становила 225 осіб/км². Було 78 помешкань (98/км²).
Расовий склад населення:
| - 89,4 % — білих - 8,9 % — осіб інших рас |

До двох чи більше рас належало 1,7 %. Іспаномовні складали 15,6 % від усіх жителів.
За віковим діапазоном населення розподілялося таким чином: 27,2 % — особи молодші 18 років, 55,6 % — особи у віці 18—64 років, 17,2 % — особи у віці 65 років та старші. Медіана віку мешканця становила 37,8 року. На 100 осіб жіночої статі у місті припадало 114,3 чоловіків; на 100 жінок у віці від 18 років та старших — 101,5 чоловіків також старших 18 років.
Середній дохід на одне домашнє господарство становив 39 871 долар США (медіана — 35 625), а середній дохід на одну сім'ю — 45 598 доларів (медіана — 39 375). Медіана доходів становила 40 893 долари для чоловіків та 24 167 доларів для жінок. За межею бідності перебувало 9,0 % осіб, у тому числі 3,6 % дітей у віці до 18 років та 6,3 % осіб у віці 65 років та старших.
Цивільне працевлаштоване населення становило 65 осіб. Основні галузі зайнятості: оптова торгівля — 21,5 %, публічна адміністрація — 21,5 %, освіта, охорона здоров'я та соціальна допомога — 16,9 %, виробництво — 15,4 %.
За даними перепису населення 2000 року в Тупело проживало 177 осіб, 50 сімей, налічувалося 76 домашніх господарств і 93 житлових будинки. Середня густота населення становила близько 221,3 осіб на один квадратний кілометр. Расовий склад Тупело за даними перепису розподілився таким чином: 99,44 % білих, 0,56 % — інших народів. Іспаномовні склали 1,69 % від усіх жителів містечка.
З 76 домашніх господарств в 22,4 % — виховували дітей віком до 18 років, 55,3 % представляли собою подружні пари, які спільно проживали, в 6,6 % сімей жінки проживали без чоловіків, 32,9 % не мали сімей. 27,6 % від загального числа сімей на момент перепису жили самостійно, при цьому 15,8 % склали самотні літні люди у віці 65 років та старше. Середній розмір домашнього господарства склав 2,33 особи, а середній розмір родини — 2,80 особи.
Населення містечка за віковим діапазоном за даними перепису 2000 року розподілилося таким чином: 22,0 % — жителі молодше 18 років, 6,2 % — між 18 і 24 роками, 29,9 % — від 25 до 44 років, 23,7 % — від 45 до 64 років і 18,1 % — у віці 65 років та старше. Середній вік мешканця склав 37 років. На кожні 100 жінок в Тупело припадало 96,7 чоловіків, у віці від 18 років та старше — 100,0 чоловіків також старше 18 років.
Середній дохід на одне домашнє господарство в містечкі склав 27 614 доларів США, а середній дохід на одну сім'ю — 28 750 доларів. При цьому чоловіки мали середній дохід в 24 375 доларів США на рік проти 14  750 доларів середньорічного доходу у жінок. Дохід на душу населення в містечкі склав 12 301 долар на рік. 13,3 % від усього числа сімей в окрузі і 23,4 % від усієї чисельності населення перебувало на момент перепису населення за межею бідності, при цьому 26,1 % з них були молодші 18 років і 25,0 % — у віці 65 років та старше.